# 补票
《补票》是上海美术电影制片厂制作的一部中国动画短片，为《小兔淘淘的故事》系列之一。该片获得了1988年中华人民共和国广播电影电视部优秀影片奖。

## 剧情简介
小兔淘淘和小袋鼠袋娃相邀去森林乐园游玩，准备买门票时，票却已经卖完。适逢袋鼠妈妈有一张票，于是小兔和小袋鼠藏在袋鼠妈妈的大口袋内进了游乐园。小兔和小袋鼠一起参加了游乐园里的赛车比赛，并获得了冠军。拿到奖杯的小兔觉得自己没有买票，不应该得奖，决定归还奖杯，并要求补票。